# Standard (Illinois)
Standard es una villa ubicada en el condado de Putnam en el estado estadounidense de Illinois. En el Censo de 2010 tenía una población de 220 habitantes y una densidad poblacional de 122,04 personas por km².

## Geografía
Standard se encuentra ubicada en las coordenadas 41°15′20″N 89°10′54″O / 41.25556, -89.18167. Según la Oficina del Censo de los Estados Unidos, Standard tiene una superficie total de 1.8 km², de la cual 1.8 km² corresponden a tierra firme y (0%) 0 km² es agua.

## Demografía
Según el censo de 2010, había 220 personas residiendo en Standard. La densidad de población era de 122,04 hab./km². De los 220 habitantes, Standard estaba compuesto por el 97.73% blancos, el 1.36% eran afroamericanos, el 0% eran amerindios, el 0.45% eran asiáticos, el 0% eran isleños del Pacífico, el 0% eran de otras razas y el 0.45% pertenecían a dos o más razas. Del total de la población el 0.91% eran hispanos o latinos de cualquier raza.